# Juan de Prado y Malleza
Juan de Prado Malleza Portocarrero y Luna (1716, León, España - 1770, Vitigudino, en la provincia de Salamanca, Castilla y León) fue el gobernador de Cuba entre 1761 y 1762. En el último año de su mandato perdió La Habana en la invasión británica en la isla.

## Biografía
Juan de Prado y Malleza nació en León, España. Él fue el segundo hijo del noble leonés Juan de Prado Portocarrero y Luna, V conde de Óbedos y II marqués de Prado y de Acapulco, ejerciendo como corregidor de Calatayud y Tarragona, así como regidor perpetuo de Oviedo. En su juventud se incorporó al ejército, donde conseguiría el título de mariscal de campo.
A mediados de 1760, Juan de Prado fue nombrado gobernador y capitán general de Cuba por el rey Carlos III de España pero no tomó posesión de su cargo hasta febrero de 1761. Se le ordenó reforzar las fortalezas de la isla en contra de un esperado ataque británico, ya que en ese año España había entrado en la Guerra de los Siete Años, al lado de Francia.
El 7 de febrero de 1761, se iniciaron las primeras obras para fortificar "La Cabaña", con vistas a la bahía, y el principal Castillo del Morro.
Ese mismo año, la ciudad fue golpeada por una epidemia de fiebre amarilla que causó numerosas víctimas entre la población urbana. La fuerza de trabajo estaba tan diezmada que las obras de fortificaciones fueron prácticamente paralizadas.
El 6 de junio de 1762, un enorme ejército inglés, liderado por George Keppel, entró en Cuba y comenzó a asediar La Habana. Juan de Prado tomó el mando de la defensa, pero la ciudad fue tomada finalmente el 13 de agosto.
Juan de Prado y las tropas españolas que sobrevivieron fueron trasladados a España. A su llegada, el gobierno de Madrid le llevó a ser juzgado por un tribunal militar. Fue declarado culpable por incompetencia y falta de energía en la defensa de La Habana, y fue condenado a muerte, pero la sentencia fue conmutada por diez años de prisión. Murió en 1770 en una prisión de Vitigudino, en la provincia de Salamanca, Castilla y León.